# Jan Nycek
Jan Piotr Nycek (ur. 1964) – prezes Polskiej Federacji Combat Kalaki, Prezes Polskiego Stowarzyszenia Taekwon-do ITF
Absolwent Akademii Wychowania Fizycznego (2005) oraz podyplomowych studiów w zakresie Zarządzania w Sporcie (2006). Ponadto ukończył korespondencyjny kurs poświęcony kulturze Filipin na Uniwersytecie Filipińskim (Unibersidad ng Pilipinas) w Manili (2004-2005) i Letnie Studium Pedagogiczne na Odeskim Uniwersytecje Państwowym (Одеський національний університет) w Odessie (2006).
Posiadacz stopni mistrzowskich w wielu systemach dalekowschodnich sztuk walki: VIII Dan Combat Kalaki, V Dan Doce Pares, IV Dan Aiki-Jitsu, VIII  Dan Taekwondo oraz IV Dan Yun Jung Do.
Członek wielu stowarzyszeń i federacji promujących dalekowschodnie sztuki walki m.in. Polska Federacja Combat Kalaki, World Eskrima Kali Arnis Federation, International Eskrima Federation, Cacoy’s Canete Doce Pares Federation, International Taekwondo Federation, Spirit Combat International, International Martial Arts League, International Kali Arnis Eskrima Federation, International Martial Arts and Boxing Academy, Millenium School of Martial Arts itd.
Redaktor książki Combat Kalaki. Alternatywna sztuka walki wywodząca się z tradycji dawnych wojowników filipińskich (Oleśnica 2002).
Współautor Programu treningowego "Kaibigan" dla osób z dysfunkcją kończyn dolnych.
W uznaniu zasług w propagowaniu filipińskich sztuk walki na kontynencie europejskim, czasopismo Eskrima Magazine Today uhonorowało Jana Nycka tytułem Instruktora roku 2007.
Za wieloletnią pracę pedagogiczną i zasługi na polu wychowawczym odznaczony przyznanym przez Ministra Edukacji Narodowej Katarzynę Hall Medalem Komisji Edukacji Narodowej. W 2020 odznaczony Srebrnym Krzyżem Zasługi.

## Literatura
- Norbert Wójtowicz, To właściwa droga, ale podróż jeszcze trwa... Rozmowa z Maja–Rajah Janem Nyckiem (V Dan), Prezesem Polskiej Federacji Combat Kalaki, Dyrektorem Wykonawczym International Combat Kalaki Arcanis Association, Dyrektorem na Polskę World Eskrima Kali Arnis Federation, Przedstawicielem Cacoy’s Canete Doce Pares Federation w Polsce, „Samuraj”, 2002, nr 3 (47), s. 11–13.
- Norbert Wójtowicz, Tradycja filipińska w Polsce, [w:] Humanistyczna teoria sztuk i sportów walki. Koncepcje i problemy, red. Wojciech J. Cynarski, Kazimierz Obodyński, Rzeszów 2003.